# Gerardo Cagnoli
Gerardo Cagnoli (Valenza, 1267 circa – Palermo, 29 dicembre 1342) è stato un religioso italiano dell'Ordine dei frati minori.
Il suo culto come beato è stato confermato da papa Pio X nel 1908.

## Biografia
Nativo del Piemonte, nel 1290, persi entrambi i genitori, decise di dedicarsi alla vita ascetica, mendicando e visitando santuari. Impressionato dalla fama di santità del vescovo francescano Ludovico di Tolosa, nel 1307 decise di abbracciare la vita religiosa tra i frati minori del convento di Randazzo, dove compì il noviziato e visse per un certo periodo prima di trasferirsi a Palermo, dove si spense in odore di santità.
Secondo il Catalogus sanctorum Fratrum Minorum pubblicato nel 1903 a cura di Leonhard Lemmens, il suo nome fu inserito in un repertorio di francescani illustri già attorno al 1335, quando il frate era ancora in vita.

## Il culto
Il suo corpo è venerato nella basilica di San Francesco a Palermo.
Papa Pio X, con decreto del 12 maggio 1908, ne confermò il culto con il titolo di beato.
Il suo elogio si legge nel martirologio romano al 29 dicembre.